# Warhammer 40,000: Carnage
Warhammer 40,000: Carnage est un jeu vidéo de type action-RPG développé et édité par Roadhouse Games, sorti en 2014 sur iOS et Android.

## Accueil
- Gameblog : 5/10[1]
- Pocket Gamer : 7/10[2]